# Susanne Ljung
Susanne Inger Marianne Ljung, född 18 mars 1961 i Stockholm, är en svensk journalist och programledare. 
Susanne Ljung har skrivit om musik, film, resor och mode i bland annat Schlager, Expressen, Plaza Magazine och Damernas Värld. Hon var dessutom chefredaktör för Damernas Värld 1997–2001. 2006 deltog Ljung i TV-programmet På Spåret tillsammans med Claes Moser. Sedan 2007 är hon programledare för radioprogrammet Stil i Sveriges Radios P1.
Susanne Ljung var en av spanarna i radioprogrammet Metropol. Hon är bosatt i Stockholm och på Manhattan i New York.

## Priser och utmärkelser
- Stora journalistpriset 1995